# 74. ročník udílení cen Emmy
74. ročník udílení cen Emmy oceňující nejlepší televizní počiny v období od 1. června 2021 do 31. května 2022 se konalo dne 12. září 2022 v Microsoft Theater v Los Angeles. Přímý přenos byl vysílán televizní stanicí NBC. Nejvíce nominací, celkem 12, získal seriál Boj o moc. Nominace oznámili JB Smoove a Melissa Fumero dne 12. července 2022. Seriál Hra na oliheň se stal prvním seriálem v jiném než anglickém jazyce, který byl nominován na nejlepší dramatický seriál. Nejvíce cen získal seriál Bílý lotos.

## Vítězové a nominovaní

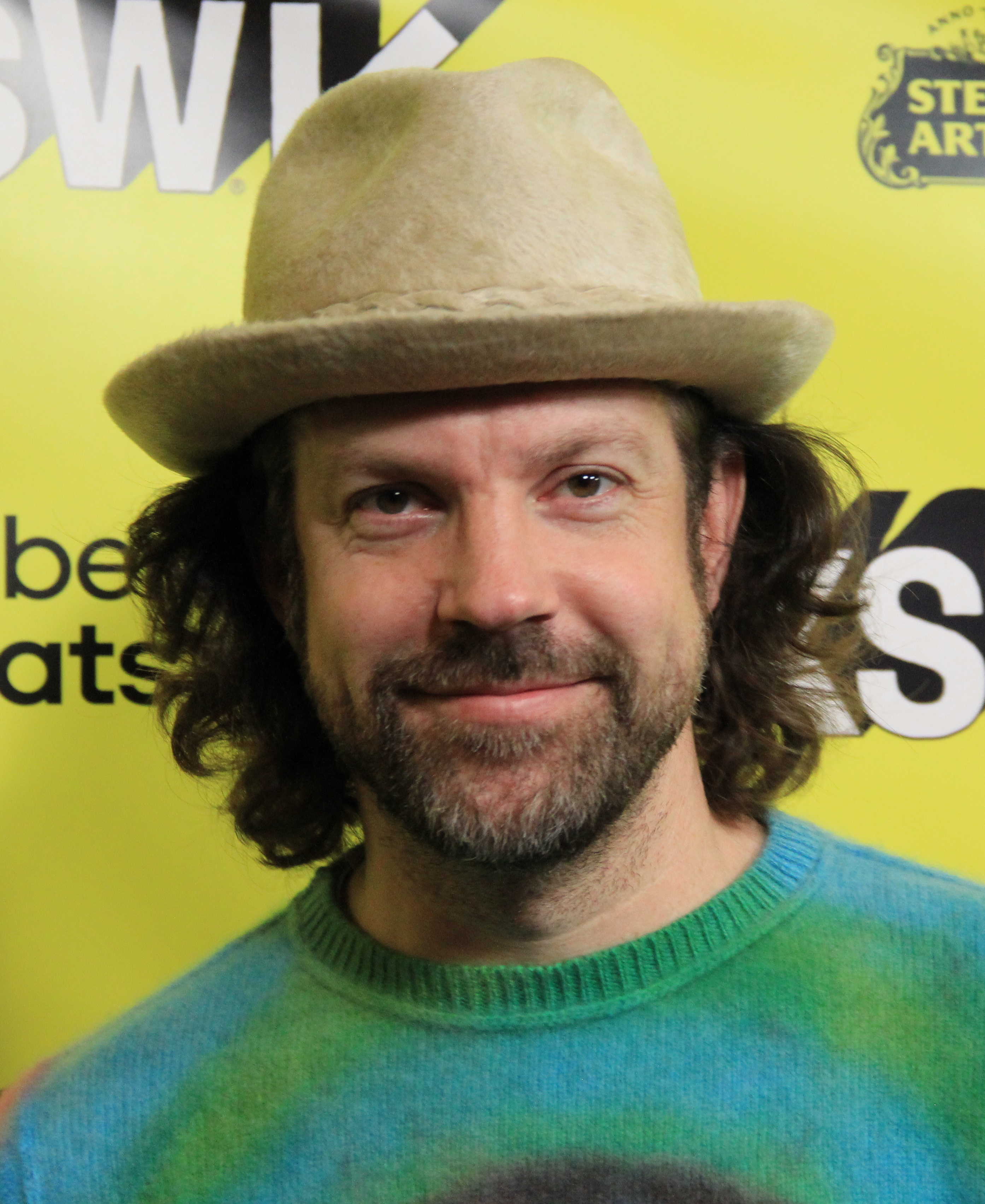
Jason Sudeikis, vítěz v kategorii nejlepší herec v komediálním seriálu

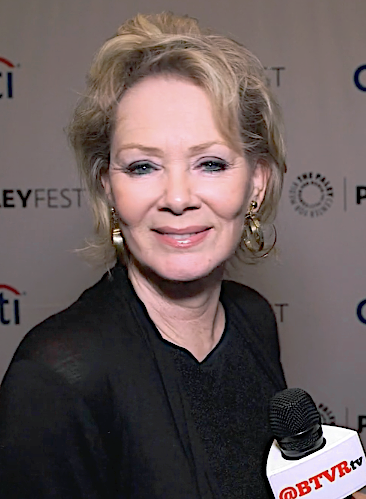
Jean Smartová, vítězka v kategorii nejlepší herečka v komediálním seriálu

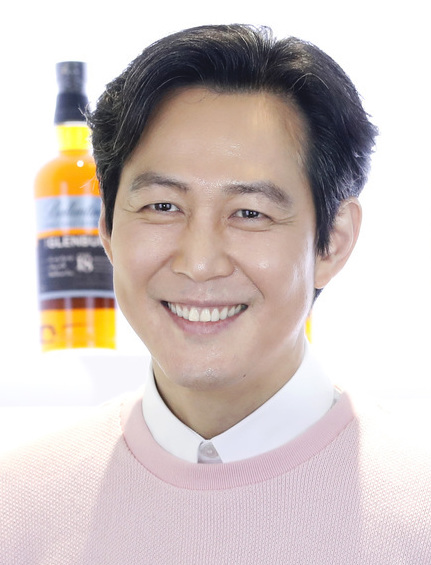
I Čong-dže, vítěz v kategorii nejlepší herec v dramatickém seriálu

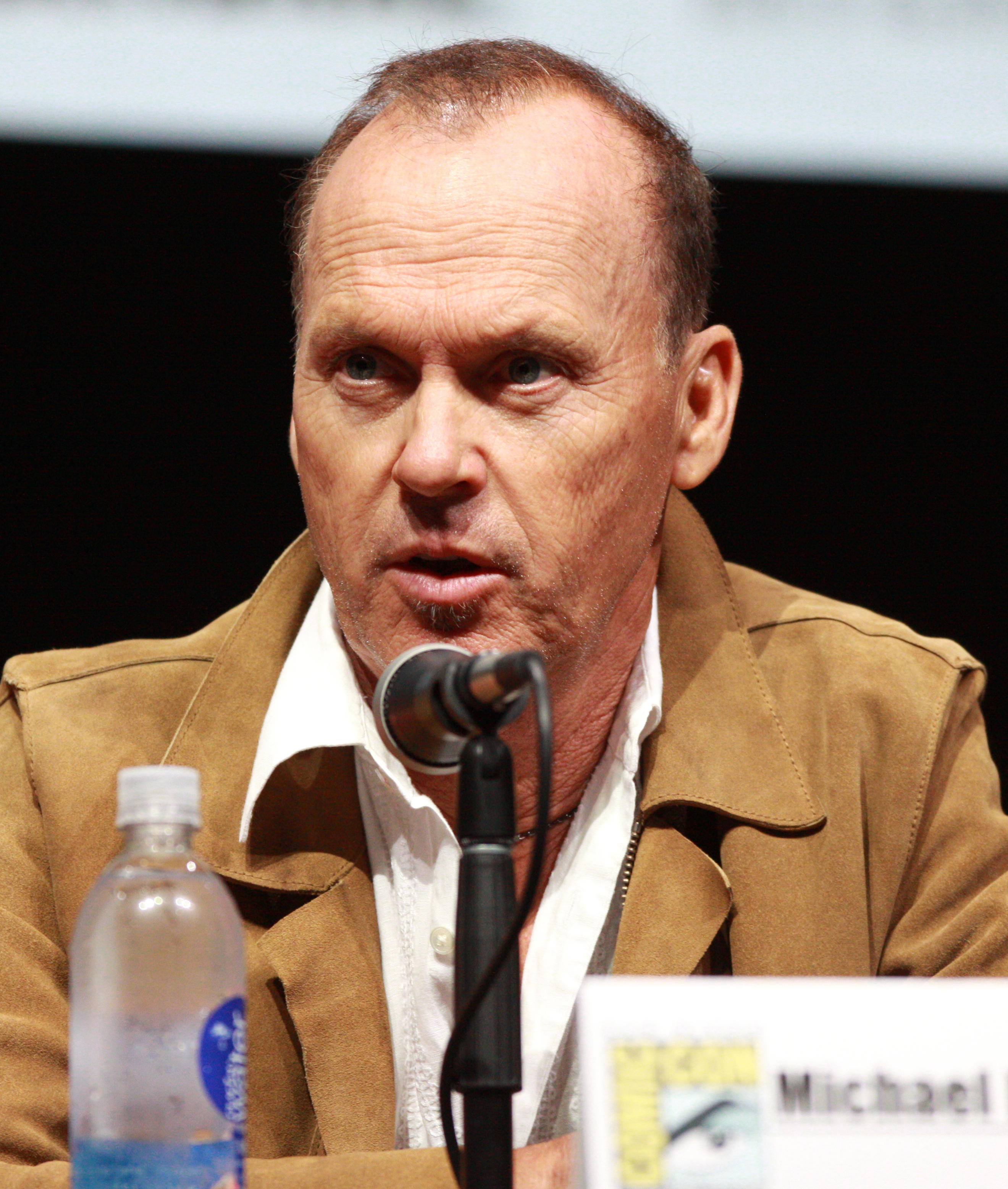
Michael Keaton, vítěz v kategorii nejlepší herec v minisérii nebo TV filmu

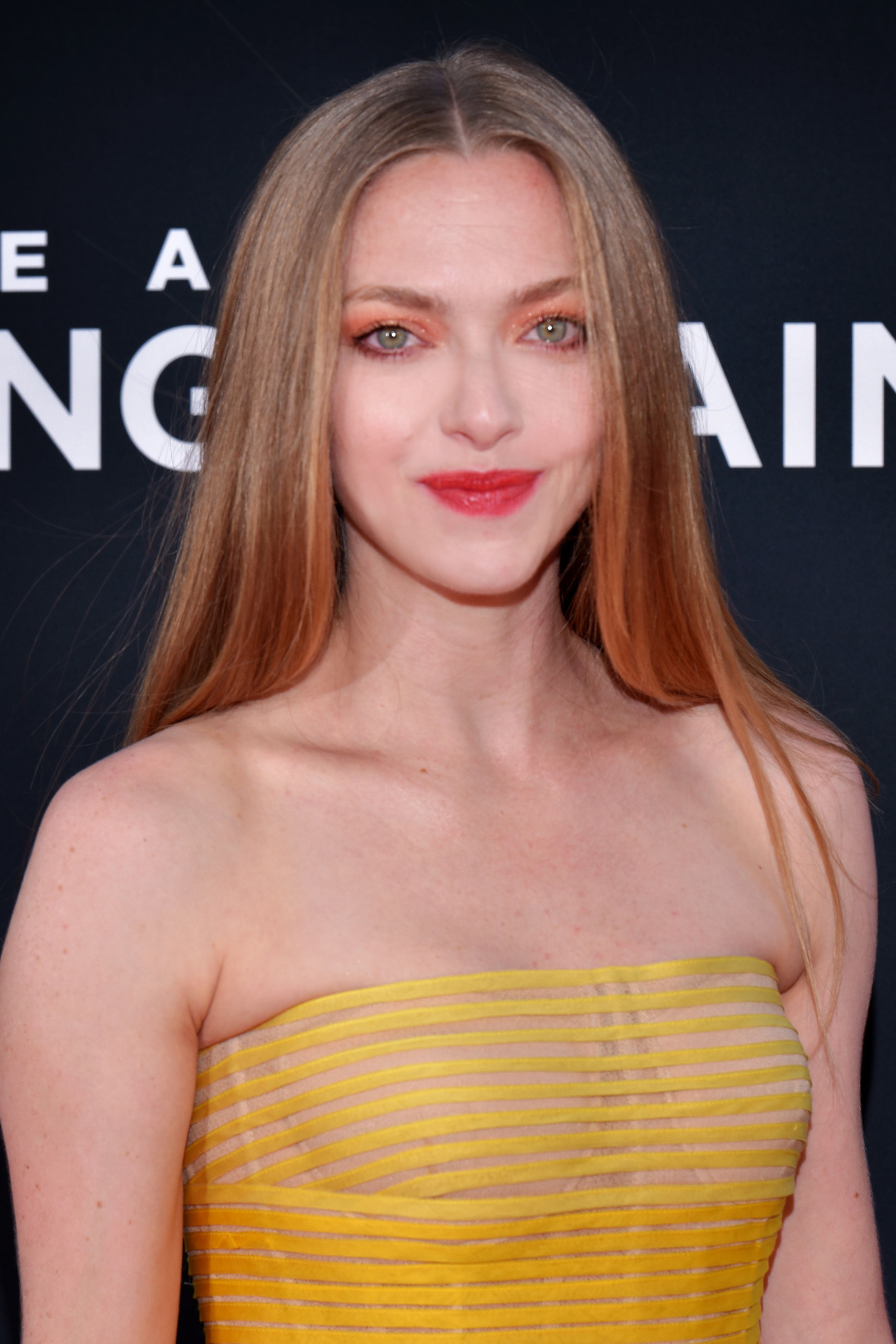
Amanda Seyfriedová, vítězka v kategorii nejlepší herečka v minisérii nebo TV filmu

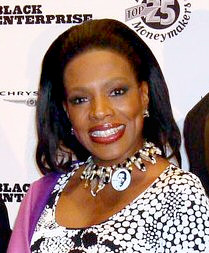
Sheryl Lee Ralph, nejlepší herečka ve vedlejší roli v komediálním seriálu

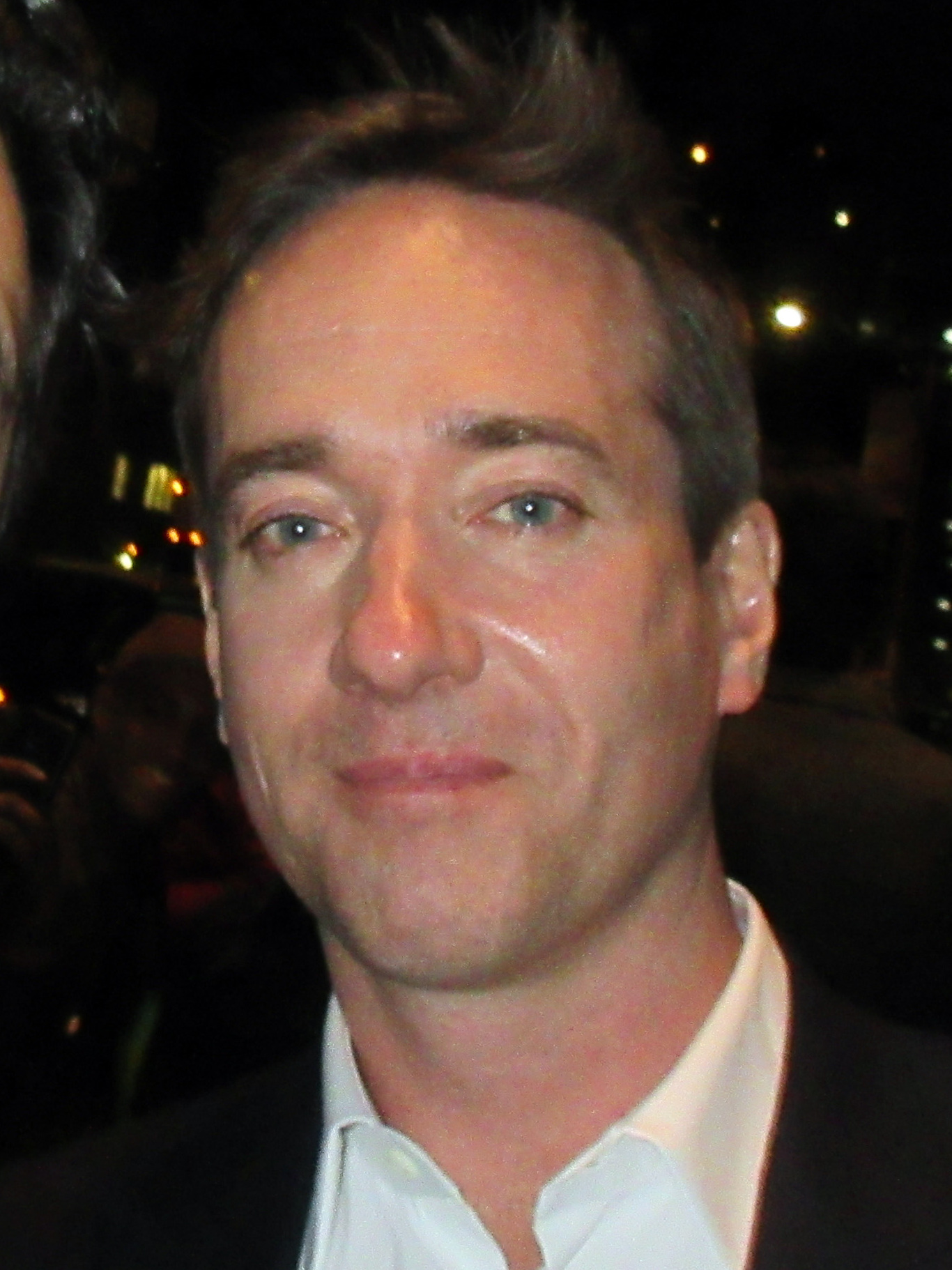
Matthew Macfadyen, vítěz v kategorii nejlepší herec ve vedlejší roli v dramatickém seriálu

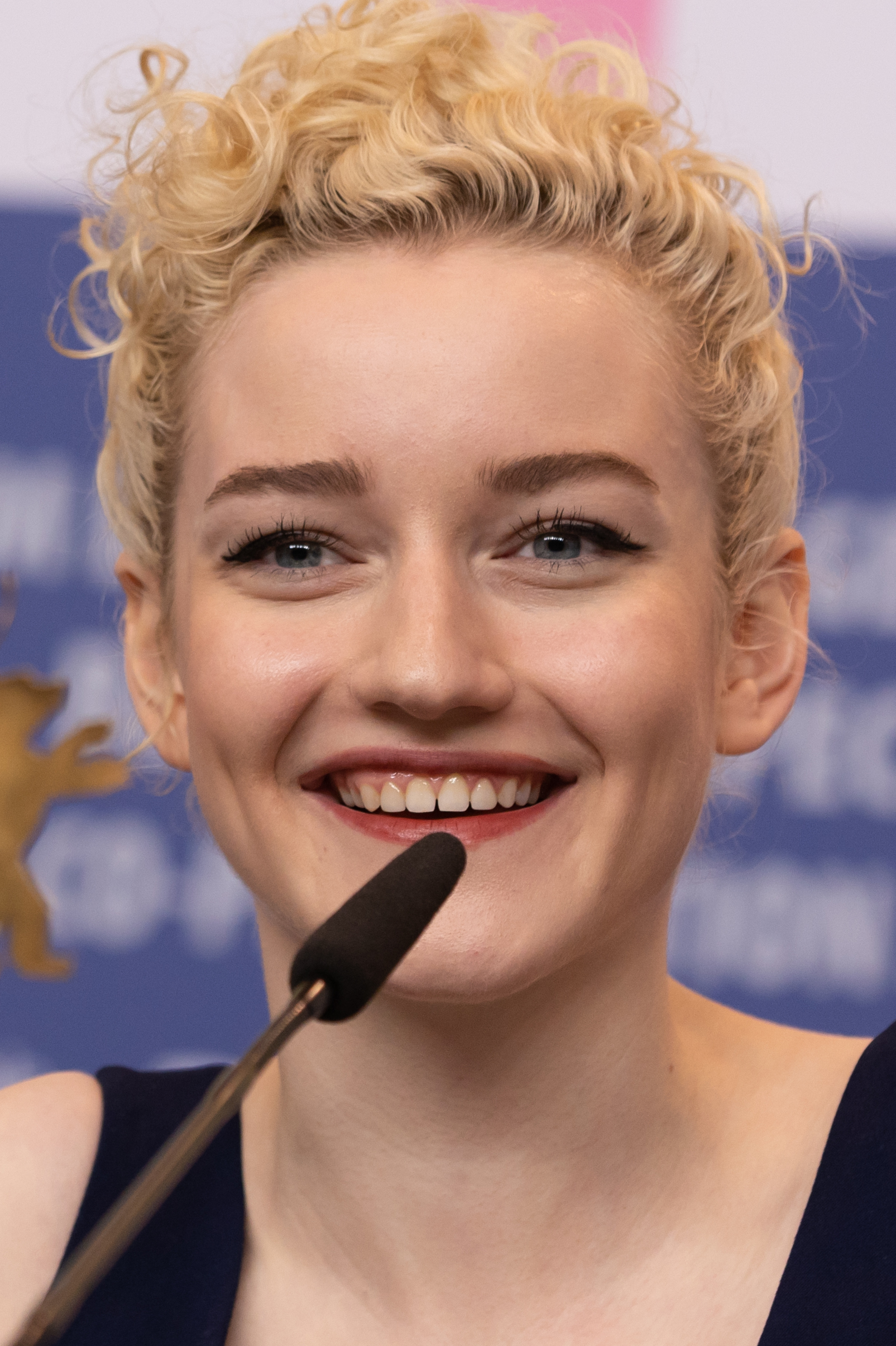
Julia Garner, vítězka v kategorii nejlepší herečka ve vedlejší roli v dramatickém seriálu

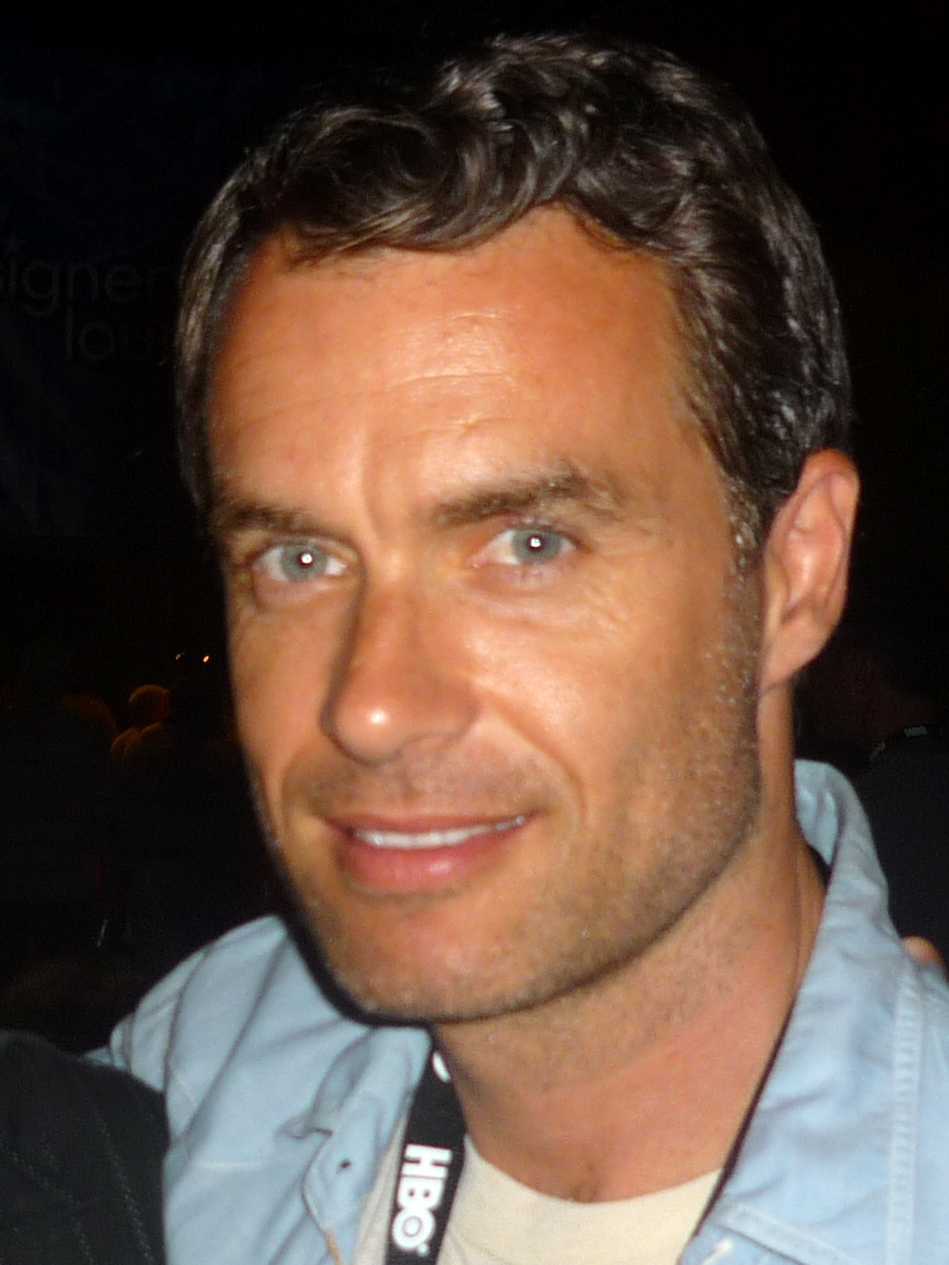
Murray Bartlett, vítěz v kategorii nejlepší herec ve vedlejší roli v minisérii nebo TV filmu

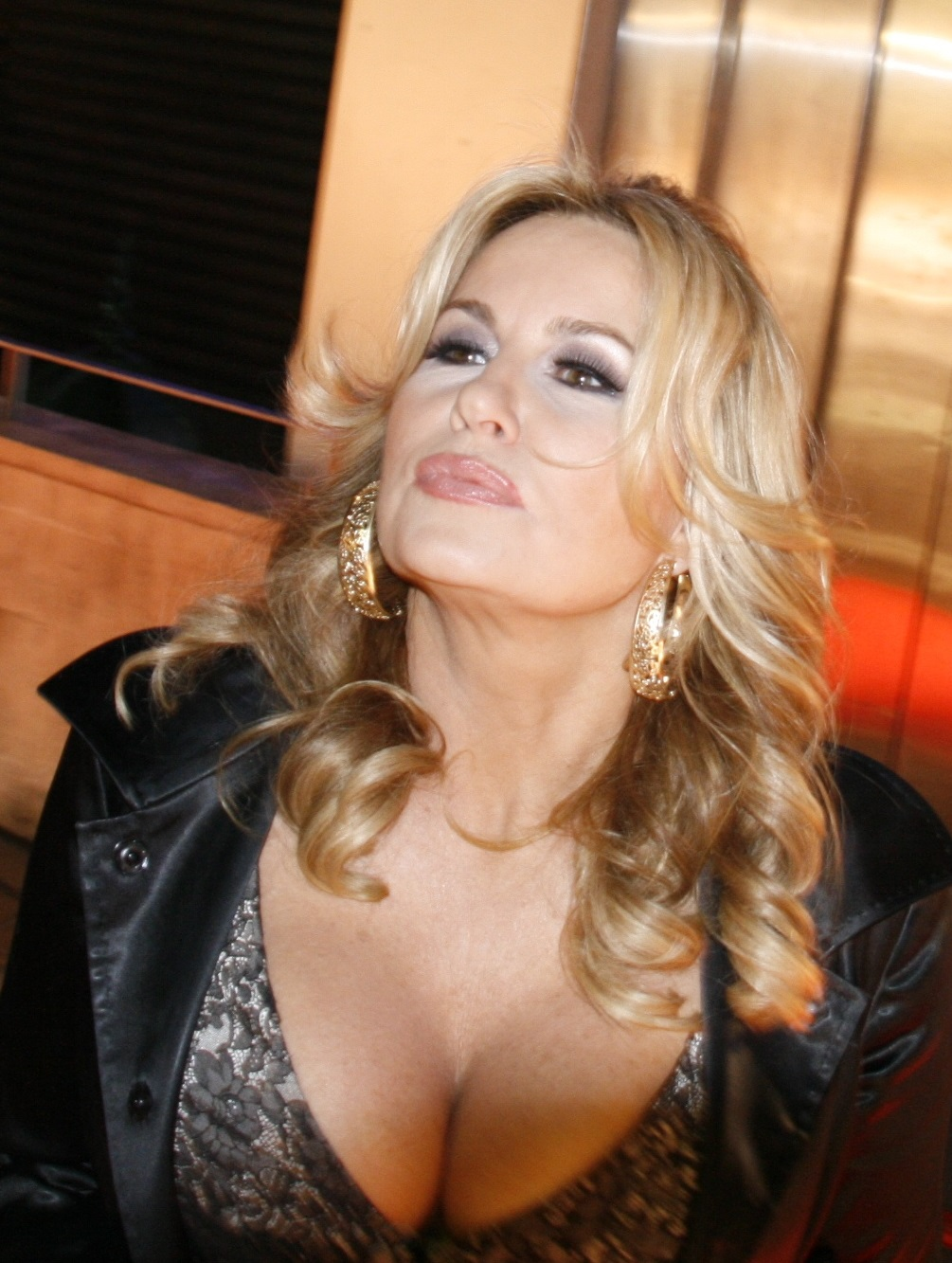
Jennifer Coolidge, vítězka v kategorii nejlepší herečka ve vedlejší roli v minisérii nebo TV filmu

Vítězové jsou uvedeni jako první a označeni tučně.

### Pořady
| Nejlepší komediální seriál | Nejlepší dramatický seriál |
| --- | --- |
| Ted Lasso (Apple TV+) - Základka Willarda Abbotta (ABC) - Barry (HBO) - Larry, kroť se (HBO) - Stále v kurzu (HBO Max) - Úžasná paní Maiselová (Prime Video) - Jen vraždy v budově (Hulu) - Co děláme v temnotách (FX)                                         | Boj o moc (HBO) - Volejte Saulovi (AMC) - Euforie (HBO) - Ozark (Netflix) - Odloučení (Apple TV+) - Hra na oliheň (Netflix) - Stranger Things (Netflix) - Yellowjackets (Showtime)                                                           |
| Nejlepší minisérie | Nejlepší soutěžní pořad |
| Bílý lotos (HBO) - Absťák (Hulu) - Kauza Theranos (Hulu) - Neskutečná Anna (Netflix) - Pam & Tommy (Hulu) | Lizzo hledá velký holky (Prime Video) - The Amazing Race (CBS) - Nailed It! (Netflix) - RuPaul's Drag Race (VH1) - Top Chef (Bravo) |
| Nejlepší talk show | Nejlepší zábavný pořad |
| John Oliver: Co týden dal a vzal (HBO) - The Daily Show with Trevor Noah (Comedy Central) - Jimmy Kimmel Live! (ABC) - Late Night with Seth Meyers (NBC) - The Late Show with Stephen Colbert (CBS)                                                            | Saturday Night Live (NBC) - A Black Lady Sketch Show (HBO) |
| Nejlepší zábavný speciál (přenášený živě) | Nejlepší zábavný speciál (předtočený) |
| show během poločasu Super Bowlu 2022 (NBC) - Live in Front of a Studio Audience: The Facts of Life and Diff'rent Strokes (ABC) - 64. ročník udílení cen Grammy (CBS) - 94. ročník udílení Oscarů (ABC) - 74. ročník udílení cen Tony (více televizních stanic) | Adele: One Night Only (CBS) - Dave Chappelle: Konečná (Netflix) - Harry Potter 20 let filmové magie: Návrat do Bradavic (HBO Max) - Norm Macdonald: Nic zvláštního (Netflix) - One Last Time: An Evening with Tony Bennett & Lady Gaga (CBS) |

### Herectví

#### Hlavní role
| Nejlepší herec v komediálním seriálu | Nejlepší herečka v komediálním seriálu |
| --- | --- |
| Jason Sudeikis jako Ted Lasso – Ted Lasso - Donald Glover jako Earn – Atlanta - Bill Hader jako Barry Berkman / Barry Block – Barry - Nicholas Hoult jako Petr III. Ruský / Jemeljan Pugačov – Veliká - Steve Martin jako Charles-Haden Savage – Jen vraždy v budově - Martin Short jako Oliver Putnam – Jen vraždy v budově | Jean Smartová jako Deborah Vance – Stále v kurzu - Rachel Brosnahanová jako Miriam „Midge“ Maiselová – Úžasná paní Maiselová - Quinta Brunson jako Janine Teagues – Základka Willarda Abbotta - Kaley Cuoco jako Cassie Bowden – Letuška - Elle Fanningová jako Kateřina Veliká – Veliká - Issa Rae jako Issa – Nesvá                   |
| Nejlepší herec v dramatickém seriálu | Nejlepší herečka v dramatickém seriálu |
| I Čong-dže jako Song Ki-hun – Hra na oliheň - Jason Bateman jako Marty Byrde – Ozark - Brian Cox jako Logan Roy – Boj o moc - Bob Odenkirk jako Jimmy McGill / Saul Goodman – Volejte Saulovi - Adam Scott jako Mark Scout – Odloučení - Jeremy Strong jako Kendall Roy – Boj o moc                                          | Zendaya jako Rue Bennettová – Euforie - Jodie Comer jako Villanelle – Na mušce - Laura Linneyová jako Wendy Byrdeová – Ozark - Melanie Lynskey jako Shauna Sadecki – Yellowjackets - Sandra Oh jako Eve Polastri – Na mušce - Reese Witherspoonová jako Bradley Jackson – The Morning Show                                              |
| Nejlepší herec v minisérii nebo televizním filmu | Nejlepší herečka v minisérii nebo televizním filmu |
| Michael Keaton jako Dr. Samuel Finnix – Absťák - Colin Firth jako Michael Peterson – Schodiště - Andrew Garfield jako Jeb Pyre – Ve jménu nebes - Oscar Isaac jako Jonathan Levy – Scény z manželského života - Himesh Patel jako Jeevan Chaudhary – Stanice 11 - Sebastian Stan jako Tommy Lee – Pam & Tommy                | Amanda Seyfriedová jako Elizabeth Holmesová – Kauza Theranos - Toni Collette jako Kathleen Peterson – Schodiště - Julia Garner jako Anna Delvey – Neskutečná Anna - Lily James jako Pamela Anderson – Pam & Tommy - Sarah Paulsonová jako Linda Tripp – Impeachment: American Crime Story - Margaret Qualley jako Alex Russell – Služka |

#### Vedlejší role
| Nejlepší herec ve vedlejší roli v komediálním seriálu | Nejlepší herečka ve vedlejší roli v komediálním seriálu |
| --- | --- |
| Brett Goldstein jako Roy Kent – Ted Lasso - Anthony Carrigan jako NoHo Hank – Barry - Toheeb Jimoh jako Sam Obisanya – Ted Lasso - Nick Mohammed jako Nathan Shelley – Ted Lasso - Tony Shalhoub jako Abe Weissman – Úžasná paní Maiselová - Tyler James Williams jako Gregory Eddie – Základka Willarda Abbotta - Henry Winkler jako Gene Cousineau – Barry - Bowen Yang jako různé postavy – Saturday Night Live | Sheryl Lee Ralph jako Barbara Howard – Základka Willarda Abbotta - Alex Borsteinová jako Susie Myerson – Úžasná paní Maiselová - Hannah Einbinder jako Ava Daniels – Stále v kurzu - Janelle James jako Ava Coleman – Základka Willarda Abbotta - Kate McKinnonová jako různé postavy – Saturday Night Live - Sarah Niles jako Dr. Sharon Fieldstoneová – Ted Lasso - Juno Temple jako Keeley Jonesová – Ted Lasso - Hannah Waddingham jako Rebecca Weltonová – Ted Lasso |
| Nejlepší herec ve vedlejší roli v dramatickém seriálu | Nejlepší herečka ve vedlejší roli v dramatickém seriálu |
| Matthew Macfadyen jako Tom Wambsgans – Boj o moc - Nicholas Braun jako Greg Hirsch – Boj o moc - Billy Crudup jako Cory Ellison – The Morning Show - Kieran Culkin jako Roman Roy – Boj o moc - O Jong-su jako O Il-nam – Hra na oliheň - Pak He-su jako Čo Sang-u – Hra na oliheň - John Turturro jako Irving Bailiff – Odloučení - Christopher Walken jako Burt Goodman – Odloučení                              | Julia Garner jako Ruth Langmoreová – Ozark - Patricia Arquette jako Harmony Cobel – Odloučení - Čong Ho-jon jako Kang Se-bjok – Hra na oliheň - Christina Ricci jako Misty – Yellowjackets - Rhea Seehorn jako Kim Wexler – Volejte Saulovi - J. Smith-Cameron jako Gerri Kellman – Boj o moc - Sarah Snooková jako Shiv Royová – Boj o moc - Sydney Sweeney jako Cassie Howardová – Euforie                                                                              |
| Nejlepší herec ve vedlejší roli v minisérii nebo televizním filmu | Nejlepší herečka ve vedlejší roli v minisérii nebo televizním filmu |
| Murray Bartlett jako Armond – Bílý lotos - Jake Lacy jako Shane Patton – Bílý lotos - Will Poulter jako Billy Cutler – Absťák - Seth Rogen jako Rand Gauthier – Pam & Tommy - Peter Sarsgaard jako Rick Mountcastle – Absťák - Michael Stuhlbarg jako Richard Sackler – Absťák - Steve Zahn jako Mark Mossbacher – Bílý lotos                                                                                      | Jennifer Coolidge jako Tanya McQuoidová – Bílý lotos - Connie Britton jako Nicole Mossbacherová – Bílý lotos - Alexandra Daddario jako Rachel Pattonová – Bílý lotos - Kaitlyn Dever jako Betsy Mallum – Absťák - Natasha Rothwell jako Belinda Lindseyová – Bílý lotos - Sydney Sweeney jako Olivia Mossbacherová – Bílý lotos - Mare Winningham jako Diane Mallum – Absťák                                                                                              |

### Režie
| Nejlepší režie komediálního seriálu | Nejlepší režie dramatického seriálu |
| --- | --- |
| Ted Lasso (díl: „No Weddings and a Funeral“), režie: MJ Delaney (Apple TV+) - Atlanta (díl: „New Jazz“), režie: Hiro Murai (FX) - Barry (díl: „710N“), režie: Bill Hader (HBO/HBO Max) - Stále v kurzu (díl: „There Will Be Blood“), režie: Lucia Aniello (HBO Max) - The Ms. Pat Show (díl: „There Will Be Blood“), režie: Mary Lou Belli (BET+) - Jen vraždy v budově (díl: „The Boy from 6B“), režie: Cherien Dabis (Hulu) - Jen vraždy v budově (díl: „True Crime“), režie: Jamie Babbit (Hulu) | Hra na oliheň (díl: „Red Light, Green Light“), režie: Hwang Tong-hjok (Netflix) - Ozark (díl: „A Hard Way to Go“), režie: Jason Bateman (Netflix) - Odloučení (díl: „The We We Are“), režie: Ben Stiller (Apple TV+) - Boj o moc (díl: „All the Bells Say“), režie: Mark Mylod (HBO/HBO Max) - Boj o moc (díl: „The Disruption“), režie: Cathy Yan (HBO/HBO Max) - Boj o moc (díl: „Too Much Birthday“), režie: Lorene Scafaria (HBO/HBO Max) - Yellowjackets (díl: „Pilot“) – režie: Karyn Kusama (Showtime) |
| Nejlepší režie minisérie nebo televizního filmu | |
| Bílý lotos, režie Mike White (HBO/HBO Max) - Absťák (díl: „The People vs. Purdue Pharma“), režie: Danny Strong (Hulu) - Kauza Theranos (díl: „Green Juice“), režie: Michael Showalter (Hulu) - Kauza Theranos (díl: „Iron Sisters“), režie: Francesca Gregorini (Hulu) - Služka (díl: „Sky Blue“), režie: John Wells (Netflix) - Stanice 11 (díl: „Wheel of Fire“), režie: Hiro Murai (HBO/HBO Max)                                                                                                 | |

### Scénář
| Nejlepší scénář pro komediální seriál | Nejlepší scénář pro dramatický seriál |
| --- | --- |
| Základka Willarda Abbotta (díl: „Pilot“), scénář: Quinta Brunson (ABC) - Barry (díl: „710N“), scénář: Duffy Boudreau (HBO/HBO Max) - Barry (díl: „starting now“), scénář: Alec Berg, Bill Hader (HBO/HBO Max) - Stále v kurzu (díl: „The One, the Only“), scénář: Lucia Aniello, Paul W. Downs, Jen Statsky (HBO/HBO Max) - Jen vraždy v budově (díl: „True Crime“), scénář: Steve Martin, John Hoffman (Hulu) - Ted Lasso (díl: „No Weddings and a Funeral“), scénář: Jane Becker (Apple TV+) - Co děláme v temnotách (díl: „The Casino“), scénář: Sarah Naftalis (FX) - Co děláme v temnotách (díl: „The Wellness Center“), scénář: Stefani Robinson (FX) | Boj o moc (díl: „All the Bells Say“), scénář: Jesse Armstrong (HBO/HBO Max) - Vojejte Saulovi (díl: „Plan and Execution“), scénář: Thomas Schnauz (AMC) - Ozark (díl: „A Hard Way to Go“), scénář: Chris Mundy (Netflix) - Odloučení (díl: „A Hard Way to Go“), scénář: Dan Erickson (Apple TV+) - Hra na oliheň (díl: „One Lucky Day“), scénář: Hwang Tong-hjok (Netflix) - Yellowjackets (díl: „F Sharp“), scénář: Jonathan Lisco, Ashley Lyle, Bart Nickerson (Showtime) - Yellowjackets (díl: „Pilot“), scénář: Ashley Lyle, Bart Nickerson (Showtime) |
| Nejlepší scénář pro minisérii nebo televizní filmo | Nejlepší scénář pro zábavný speciál |
| Bílý lotos, scénář: Mike White (HBO/HBO Max) - Absťák (díl: „The People vs. Purdue Pharma“), scénář: Danny Strong (Hulu) - Kauza Theranos (díl: „I'm in a Hurry“), scénář: Elizabeth Meriwether (Hulu) - Impeachment: American Crime Story (díl: „Man Handled“), scénář: Sarah Burgess (FX) - Služka (díl: „Snaps“), scénář: Molly Smith Metzler (Netflix) - Stanice 11 (díl: „Unbroken Circle“), scénář: Patrick Somerville (HBO/HBO Max) | John Oliver: Co týden dal a vzal (HBO/HBO Max) - Black Lady Sketch Show (HBO) - The Daily Show with Trevor Noah (Comedy Central) - The Late Show with Stephen Colbert (CBS) - Saturday Night Live (NBC) |